# 羽田憲司
羽田 憲司（はねだ けんじ、1981年12月1日 - ）は、千葉県出身の元サッカー選手。サッカー指導者。

## 来歴
市立船橋高校時代は、キャプテンおよびディフェンスリーダーとして第78回高校選手権の優勝に貢献。2000年に鹿島アントラーズに入団。プロ入り後はセンターバックやボランチで主にプレーし、2001年ワールドユース選手権ではU-20日本代表のキャプテンを務めた。
2001年8月、足首に原因不明の痛みを覚え、長期にわたる戦線離脱を余儀なくされる。ブラジルでの手術後は状態が好転し、2005年5月21日のナビスコカップ・セレッソ大阪戦で3年9ヶ月ぶりの公式戦出場を果たす。2007年より当時J2のセレッソ大阪へ期限付き移籍し、2009年には同チームへ完全移籍した。2011年よりヴィッセル神戸へ移籍したが、故障の影響で2年間で6試合出場にとどまる。2012年限りで契約満了により退団し、現役引退を発表した。上記の通り長期離脱を余儀なくされるも、リハビリ中にサッカーを諦める事は考えなかったという。

## エピソード
- 小学生時代は野球少年で、ポジションはショートを守る内野手だった。当時からプロ野球の読売ジャイアンツファンで、原辰徳にあこがれていた。父に初めてジャイアンツ本拠地である東京ドームに連れて行ってもらった時は感動したという。[要出典]
- 中澤聡太とは、高校の先輩後輩、2007年に大阪のチームに移籍し、同じ背番号をつけているという共通点がある。

## 所属クラブ
- 1991年 - 1993年 市川市立塩焼小学校[1]
- 1994年 - 1996年 市川市立妙典中学校[1]
- 1997年 - 1999年 船橋市立船橋高等学校[1]
  - 1999年  浦和レッドダイヤモンズ (強化指定選手)
- 2000年 - 2008年  鹿島アントラーズ
  - 2007年 - 2008年  セレッソ大阪 (期限付き移籍)
- 2009年 - 2010年  セレッソ大阪
- 2011年 - 2012年  ヴィッセル神戸

## 個人成績
| 国内大会個人成績 | 国内大会個人成績 | 国内大会個人成績 | 国内大会個人成績 | 国内大会個人成績 | 国内大会個人成績 | 国内大会個人成績 | 国内大会個人成績 | 国内大会個人成績 | 国内大会個人成績 | 国内大会個人成績 | 国内大会個人成績 |
| 年度             | クラブ           | 背番号           | リーグ           | リーグ戦         | リーグ戦         | リーグ杯         | リーグ杯         | オープン杯       | オープン杯       | 期間通算         | 期間通算         |
| 年度             | クラブ           | 背番号           | リーグ           | 出場             | 得点             | 出場             | 得点             | 出場             | 得点             | 出場             | 得点             |
| 日本             | 日本             | 日本             | 日本             | リーグ戦         | リーグ戦         | リーグ杯         | リーグ杯         | 天皇杯           | 天皇杯           | 期間通算         | 期間通算         |
| ---------------- | ---------------- | ---------------- | ---------------- | ---------------- | ---------------- | ---------------- | ---------------- | ---------------- | ---------------- | ---------------- | ---------------- |
| 2000             | 鹿島             | 24               | J1               | 3                | 0                | 5                | 0                | 3                | 0                | 11               | 0                |
| 2001             | 鹿島             | 14               | J1               | 6                | 1                | 0                | 0                | 0                | 0                | 6                | 1                |
| 2002             | 鹿島             | 14               | J1               | 0                | 0                | 0                | 0                | 0                | 0                | 0                | 0                |
| 2003             | 鹿島             | 14               | J1               | 0                | 0                | 0                | 0                | 0                | 0                | 0                | 0                |
| 2004             | 鹿島             | 14               | J1               | 0                | 0                | 0                | 0                | 0                | 0                | 0                | 0                |
| 2005             | 鹿島             | 14               | J1               | 6                | 1                | 2                | 0                | 0                | 0                | 8                | 1                |
| 2006             | 鹿島             | 14               | J1               | 4                | 0                | 5                | 0                | 0                | 0                | 9                | 0                |
| 2007             | C大阪            | 2                | J2               | 25               | 0                | -                | -                | 2                | 0                | 27               | 0                |
| 2008             | C大阪            | 2                | J2               | 32               | 1                | -                | -                | 2                | 0                | 34               | 1                |
| 2009             | C大阪            | 2                | J2               | 50               | 1                | -                | -                | 1                | 0                | 51               | 1                |
| 2010             | C大阪            | 2                | J1               | 20               | 0                | 5                | 0                | 2                | 0                | 27               | 0                |
| 2011             | 神戸             | 6                | J1               | 6                | 0                | 1                | 0                | 0                | 0                | 7                | 0                |
| 2012             | 神戸             | 6                | J1               | 0                | 0                | 0                | 0                | 0                | 0                | 0                | 0                |
| 通算             | 日本             | 日本             | J1               | 45               | 2                | 18               | 0                | 5                | 0                | 68               | 2                |
| 通算             | 日本             | 日本             | J2               | 107              | 2                | -                | -                | 5                | 0                | 112              | 2                |
| 総通算           | 総通算           | 総通算           | 総通算           | 152              | 4                | 18               | 0                | 10               | 0                | 180              | 4                |

- 強化指定選手としての試合出場はなし。

- Jリーグ初出場 - 2000年8月5日 J1 2nd 第8節 横浜F・マリノス戦 (国立)
- Jリーグ初得点 - 2001年8月11日 J1 2nd 第1節 コンサドーレ札幌戦 (カシマ)

その他の公式戦
- 2000年
  - Jリーグチャンピオンシップ 2試合0得点

## 代表歴
- 2000年 AFCユース選手権
- 2001年 FIFAワールドユース選手権

## 指導歴
- 2013年 - 2015年  セレッソ大阪
  - 2013年 スクールコーチ
  - 2014年 U-18 コーチ
  - 2015年 トップチーム コーチ
- 2017年 - 2019年  鹿島アントラーズ コーチ
- 2020年 - 同年9月  松本山雅FC コーチ
- 2021年  セレッソ大阪 コーチ
- 2022年 - 2024年  U-21/U-22/U23サッカー日本代表 コーチ
- 2024年10月 - 同年12月  鹿島アントラーズ コーチ
- 2025年 -  U-23日本代表/U-19日本代表 コーチ